# 6351 Нейман
6351 Нейман (6351 Neumann) — астероїд головного поясу, відкритий 26 березня 1971 року.
Тіссеранів параметр щодо Юпітера — 3,166.